# Peter Burke (historien)
Pour les articles homonymes, voir Peter Burke et Burke.
À ne pas confondre avec le nom d'un personnage de la série FBI : Duo très spécial.
Peter Burke, né le 16 août 1937 à Stanmore, en Angleterre, est un historien et professeur britannique. Burke est reconnu pour son travail sur l'époque moderne européenne et ses recherches sur la pertinence de l'histoire culturelle et de l'histoire sociale dans l'étude des questions contemporaines.
Spécialiste d'historiographie, il a contribué au volume, dirigé par Philippe Poirrier, L’histoire culturelle : un « tournant mondial » dans l’historiographie ?, Dijon, Éditions universitaires de Dijon, 2008.

## Biographie
Peter Burke est le fils d'un père catholique et d'une mère juive (qui s'est plus tard convertie au catholicisme)[réf. souhaitée]. Éduqué d'abord par les jésuites, Burke poursuit ses études à l'université d'Oxford, d'abord au St John's College, puis il fait des études doctorales au St Antony's College. De 1962 à 1979, il travaille à la School of European Studies de l'université du Sussex, avant de rejoindre l'université de Cambridge, où il est professeur d'histoire culturelle jusqu'à sa retraite. Il est aussi fellow de l'Emmanuel College à Cambridge.
Il est le conjoint de l'historienne brésilienne Maria Lúcia Garcia Pallares-Burke.

## Œuvres
(liste partielle)
- (en) The Italian Renaissance, 1972
- (en) Popular Culture in Early Modern Europe, 1978
- (en) Sociology and History, 1980
- (en) The Renaissance, 1987
- (en) The French Historical Revolution: The Annales School 1929-89, 1990
- (en) History and Social Theory, 1991
- (en) The Fabrication of Louis XIV, 1992
- (en) The Art of Conversation, 1993
- (en) The fortunes of the « Courtier » the European reception of Castiglione's « Cortegiano », 1995
- (en) Varieties of cultural history, 1997
- (en) The European Renaissance: Centres and Peripheries, 1998
- (en) A Social History of Knowledge, 2000
- (en) Eyewitnessing'', 2000
- (en) New perspectives on historical writing, 2001 (éditeur et contributeur)
- (en) (avec Asa Briggs) A Social History of the Media: From Gutenberg to the Internet, 2002
- (en) What is Cultural History?, 2004
- (en) Languages and Communities in Early Modern Europe'', 2004
- (en) A Social History of Knowledge Volume II: From the Encyclopedie to Wikipedia, 2012

### Œuvres traduites en français
- Louis XIV. Les stratégies de la gloire, Éditions du Seuil 1995
- La Renaissance européenne, trad. Paul Chemla, Éditions du Seuil, 2000
- dans, Eugenio Garin (dir.), L'Homme de la Renaissance, trad. Paul-André Lesort, Éditions du Seuil, 2002
- Qu'est-ce que l'histoire culturelle ?, Introduction d' Hervé Mazurel, Les Belles Lettres, 2022

## Crédit d'auteurs
- (en) Cet article est partiellement ou en totalité issu de l’article de Wikipédia en anglais intitulé « Peter Burke » (voir la liste des auteurs).